# Mycena aurantiomarginata
Mycena aurantiomarginata, conhecido comumente como golden-edge bonnet, é uma espécie de fungo agárico na família Mycenaceae. Primeiro formalmente descrita em 1803, teve seu nome atual dado em 1872. Latamente distribuída, é comum na Europa e na América do Norte, e também há sido coletada na África do Norte, América Central e Japão. O fungo é sapróbico, e produz corpos frutíferos (cogumelos) que crescem sobre o leito de florestas de coníferas. Os cogumelos têm uma capa em forma de sino a cônica de até 2 cm em diâmetro, posta em cima de um delgado estipe de até 6 cm de comprimento com pelos amarelos a laranja na base. O fungo é nomeado assim por causa de suas bordas laranja brilhantes da lamela. Uma característica microscópica são os cístidios claviformes que são cobertos com numerosas projeções espetadas, assemelhando-se a um porrete. A comestibilidade do cogumelo não há sido determinada. M. aurantiomarginata pode ser distinguida de espécies Mycena similares por diferenças em tamanho, cor e substrato. Uma publicação de 2010 reportou a descoberta e caracterização de um pigmento novel mycenaaurin A, isolado do cogumelo. O pigmento é responsável por sua cor, e tem atividade antibiótica que pode funcionar para prevenir certas bactérias de crescerem sobre o cogumelo.

## Taxonomia
A espécie, originalmente nomeada Agaricus marginatus pelo naturalista dinamarquês Heinrich Christian Friedrich Schumacher em 1803, tem vários sinônimos. Elias Magnus Fries renomeou-a Agaricus aurantio-marginatus em seu Systema Mycologicum de 1821, enquanto Christiaan Hendrik Persoon chamou-a Agaricus schumacheri em 1828.  Embora Schumacher tivesse a data de publicação mais antiga, o nome de Frie é sancionado, e assim ao epíteto específico que ele usou é dada precedência nomenclatural. O micologista francês Lucien Quélet transferiu a espécie para o gênero Mycena em 1872. Em 1930 Karel Cejp considerou-a ser uma variedade de Mycena elegans.
De acordo com a organização do gênero Mycena de Alexander H. Smith, M. aurantiomarginata é classificada na seção Calodontes, subseção Granulatae, a qual contém espécies com queilocístidios ásperos, tais como M. rosella, M. flavescens, M. elegans, e M. strobilinoides. Em seu estudo de 1992 de Mycena, o micologista neerlandês Rudolph Arnold Maas Geesteranus pôs M. aurantiomarginata na seção Luculentae, caracterizado por espécies com um píleo úmido e oliva a oliva-alaranjado, lâminas pálidas a oliva-cinza com margens laranja brilhantes, estilos amarronzados a oliva-cinzentos, depósito de esporos branco, e cistídios espinhoso. M. aurantiomarginata foi incluída em uma análise molecular focada em clarificar os relacionamentos filogenéticos entre espécies da Europa do Norte na seção Calodontes. Os resultados sugeriram que, baseado na similaridade de sequências DNA ribossômico de subunidade nuclear grande, o fungo é aparentado de perto a M. crocata e M. leaiana. Esta conclusão foi previamente corroborada por pesquisa que usou análise molecular para demonstrar que várias espécied de Mycena podem ser parceiros micorrizais da orquídea Gastrodia confusa.
O epíteto específico ''aurantiomarginata é latino, e refere-se às margens laranja de suas lâminas (aurantius, "laranja"; marginata, "margeada")  No Reino Unido, o cogumelo é comumente conhecida como golden-edge bonnet, "barrete de bordas douradas". 

## Descriçãon
O píleo de M. aurantiomarginata varia em forma de obtusamente cônico a em forma de sino, e torna-se plano na maturidade, alcançando diâmetros de Predefinição:Convert/–. A cor do píleo é variável, indo de fosco oliva-escuro (cinza-amarronzado escuro) a oliva alaranjado no centro, enquanto a marge é alaranjada. Alexander H. Smith, em sua [[monografiaThe cap color is variable, ranging from dark olive fuscous (dark brownish-gray) to yellowish-olive in the center, while the margin is orangish. Alexander H. Smith, in his 1947 monograph of North American Mycena species, stated that the caps are not hygrophanous (changing color depending on the level of hydration), while Mycena specialist Arne Aronsen says they are. The overall color fades as the mushroom ages. The surface is moist, and young individuals are covered with fine whitish powder, but this soon sloughs off to leave a polished surface that develops radial grooves in maturity. The flesh is thin (about 1 mm thick in the center of the cap) and flexible.
Gills são adnate com um dente decurrent (onde as gills curvam para cima para curve up to join the stipe but then, close to the stipe, the margin turns down again), e inicialmente estreito mas alargam quando velhaand initially narrow but broaden when old. They are pallid to grayish-olive with bright orange edges. Smith notou que a cor da borda pode espraiar para as faces da gill em alguns especímenes, porque o pigmento, rather than being encrusted on the walls of the cystidia, is found in the cytosol and therefore more readily diffusible. The gills are spaced close together, with between 16 and 26 gills reaching the stipe, and there are up to three tiers of interspersed lamellulae (short gills that do not extend fully from the cap edge to the stipe). The cylindrical stipe is Predefinição:Convert/– long by Predefinição:Convert/– thick, hollow, and stiff but flexible; it is somewhat thicker at the base. It has a brownish to grayish-olive color that is sometimes tinged with shades of orange. The surface is smooth except for orange powder near the top, while the base is covered with stiff orange hairs. Smith reports the mushroom tissue to have no distinctive taste or odor, while Aronsen says the odor is "very conspicuous; sweet, fruity, often experienced as farinaceous or faintly of anise". Like many small Mycena species, the edibility of the mushroom is unknown, as it is too insubstantial to consider collecting for the table.
Os esporos são elípticos, lisos e amiloides, com dimensões de 7–9 by 4–5 μm.  The basidia (spore-bearing cells of the hymenium) are club-shaped, four-spored, and measure 25–32 by 5.5–7 μm. Pleurocystidia and cheilocystidia (cystidia on the gill faces and edges, respectively) are abundant and similar in morphology: club-shaped to somewhat capitate (with a head), the tops sparsely to densely covered with small spines (said to resemble a mace), filled with a bright orange pigment, and measuring 28–36 by 7–12 μm. The flesh of the cap is covered with a cuticle, on the surface of which are found scattered cystidia similar to those on the gills. Directly beneath the cuticle is a layer of enlarged cells, and beneath this are filamentous hyphae. Clamp connections are present in the hyphae.
Mycena aurantiomarginata  usa um mating system tetrapolar, por meio de que genes a duas diferentes locations sobre os chromosomes regulam compatibilidade sexual, or mating type. Este sistema previne self-fertilization e assegura um alto grau de diversidade genotypic. Quando o micélio fungal é When the fungal mycelia is grown in culture on a petri dish, the colonies are white, odorless, and typically have a central patch of congested aerial hyphae that grow upward from the colony surface, which abruptly become flattened to submerged, and occasionally form faint zone lines. The hyphae commonly form deposits of tiny amorphous crystals where they contact other mycelial fronts, especially where the hyphae are vegetatively incompatible and destroy each other by lysis.

### Espécies similares

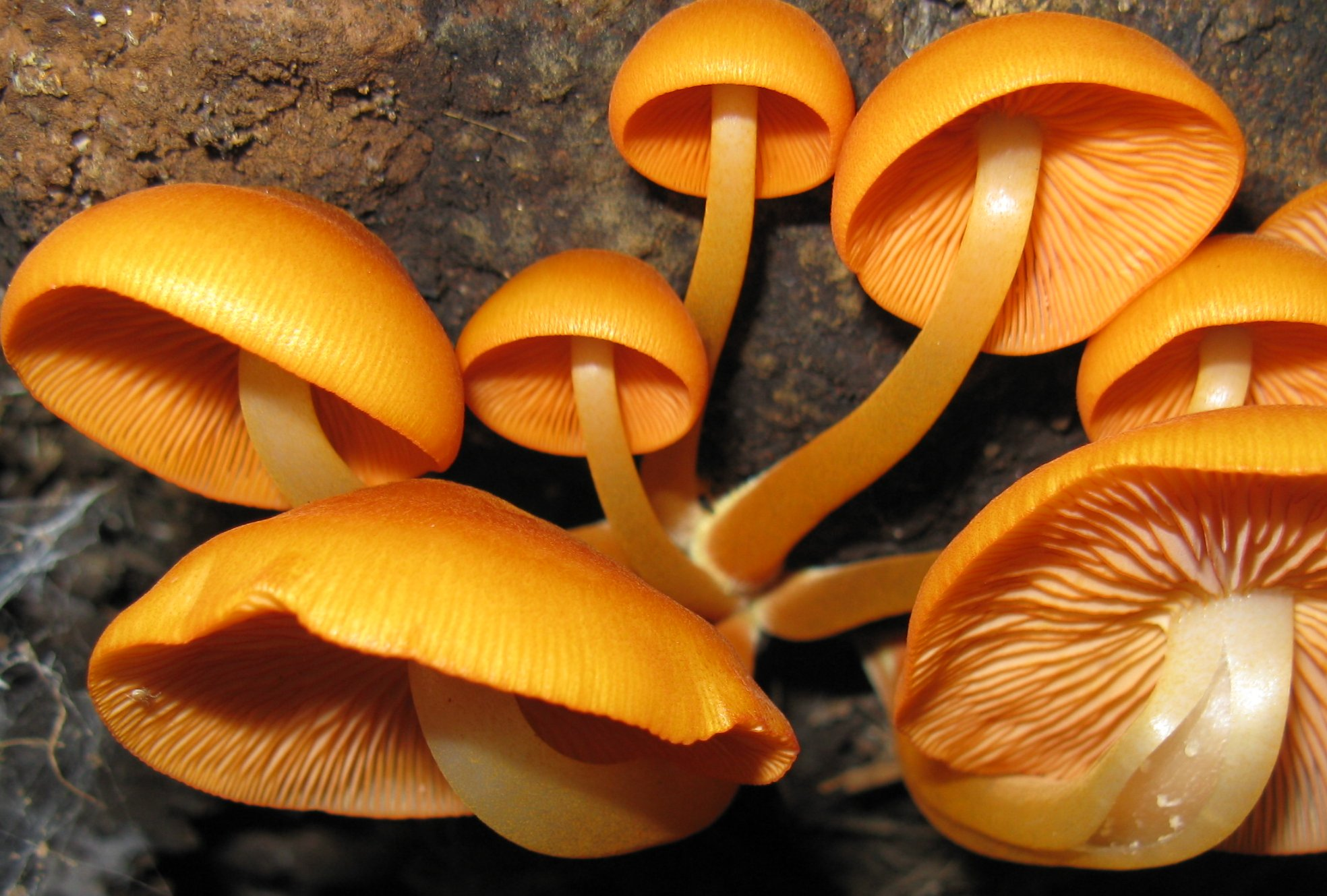
The bright orange Mycena leaiana grows in clusters on rotting wood.

Mycena aurantiomarginata é geralmente reconhecível no campo por sua capa marrom-oliva a alaranjada, bordas de lâmida laranja brilhantes, e pelos amarelados na base do estipe M. elegans é similar em aparência M. aurantiomarginata, e alguns as hão considerado sinônimas. M. elegans é maior, com diamêtro de píleo de até 3,5 cm e comprimento de estipe de até 12 cm, mais escuro, e tem and has pale greenish-yellow colors on the gill edges and stipes that stain dull reddish-brown in age. M. leaiana is readily distinguished from M. aurantiomarginata by the bright orange color of its fruit bodies, its clustered growth on rotting wood, and the presence of a gelatinous layer on its stipe. M. strobilinoides assemelha-se de perto a M. aurantiomarginata em forma, tamanho, morfologia de esporo e a presença de pelos à base do estipe. Tem uma cor de píleo que varia de escarlate a amarelo e exibe bordas escarlates em lamelas latamente espaçadas, amarelas a laranja-rosadas.

## Hábitat e distribuição
Mycena aurantiomarginata é um fungo sapróbico, obtendo nutrientes de matéria orgânica em decomposição achada sobre o leito florestal, tal como needle carpets. Corpos frutíferos do fungo crescem dispersos, em grupos ou . Fruit bodies of the fungus grow scattered, in groups, or in tufts under conifers (usually spruce and fir), and are often found on moss. Na América do Norte, é encontrada na California, Washington, Oregon e British Columbia.  A espécie é latamente distribuída na Europa ocidental e setentrional Na América Central, o cogumelo há sido coletado na cimeira do Cerro de la Muerte na Cordillera de Talamanca, Costa Rica, on leaf litter of Comarostaphylis arbutoides (a highly branched evergreen shrub or tree in the heath family). Em 2010, foi relatada em Hokkaido no norte do Japão, onde foi encontrada crescendo sobre Picea glehnii forest litter no começo do inverno. Também foi relatada da África do Norte.

## Compostos bioativos

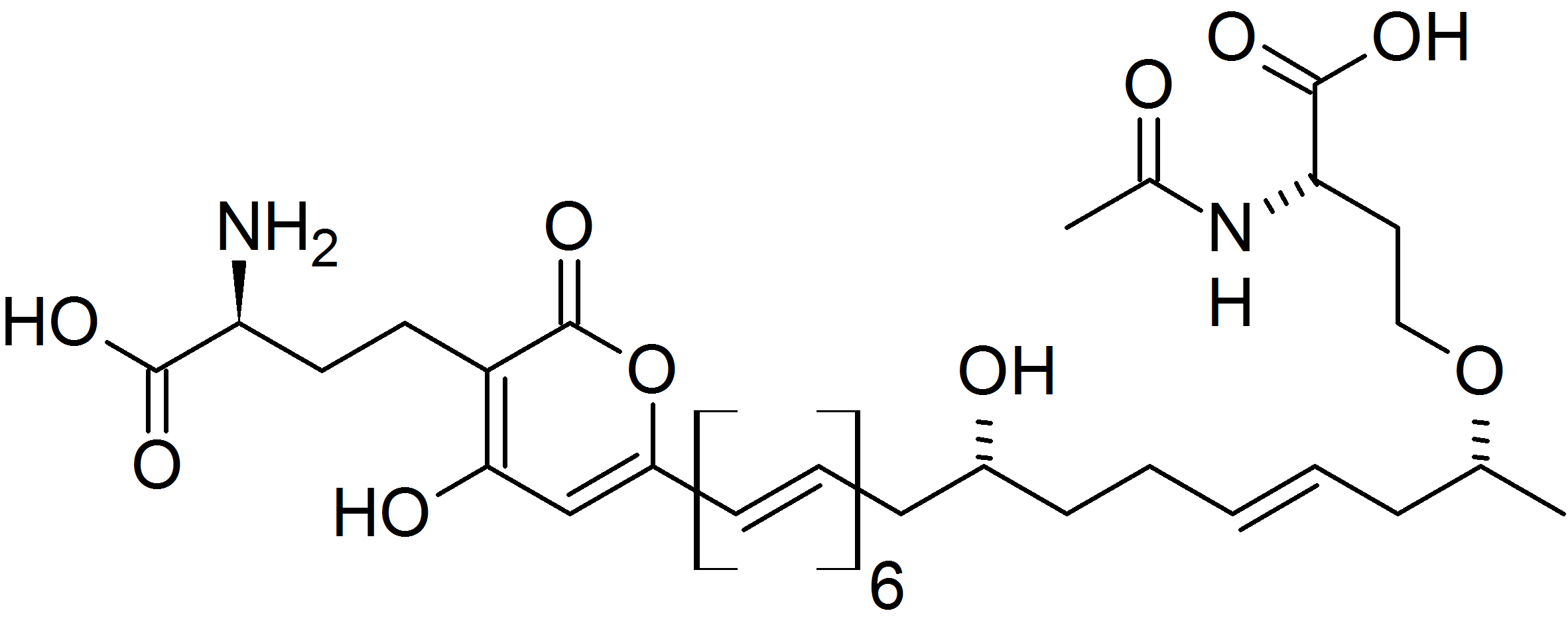
Mycenaaurin A

Em 2010, um composto de pigmento isolado e caracterizado de corpos frutíferos de Mycena aurantiomarginata foi descrito como novo para a ciência por Rober Jaeger e Peter Spiteller no Journal of Natural Products. O químico, mycenaaurin A, é um composto polieno que consiste de um tridecacetídeo (i.e., 13 grupos funcionais carbonila e ponte de metileno com dois grupos aminoácidos em ambos os finais da molécula). Os autores positam que o grupos aminoácidos flanqueantes são provavelmente derivados biossintenticamente da S-adenosil metionina.O próprio tridecacetídeo contém uma alpha-pirona, um conjugado hexaene, e só um grupo alcenil. Jaeger e Spiteller sugerem que mycenaaurin A possa funcionar como um composto de defesa, uma vez que ele tem atividade antibacteriana contra a bactéria Gram-positiva Bacillus pumilus. O químico é apenas presente nos corpos de frutificação, e não nos micélios incolores. Uma limpadura prévia por atividade antimicrobial nos corpos de frutificação revelou uma fraca habilidade para inibir o crescimento dos fungos Candida albicans e Aspergillus fumigatus.

### Texto citado
- Smith AH. (1947). North American Species of Mycena. Ann Arbor, Michigan: University of Michigan Press